# Ariadna fidicina
Ariadna fidicina är en spindelart som först beskrevs av Chamberlin 1924.  Ariadna fidicina ingår i släktet Ariadna och familjen sexögonspindlar. Inga underarter finns listade i Catalogue of Life.